# Closet Monster
Closet Monster (englisch in etwa „das Monster im Wandschrank“) ist ein kanadisches Coming-out-Filmdrama mit Elementen des Body Horror und magischen Realismus. Er wurde von Stephen Dunn in seinem Spielfilmdebüt geschrieben und inszeniert. Die Hauptrolle hat Connor Jessup inne als schwuler Jugendlicher, der sich seiner Sexualität aber noch nicht sicher ist. Der Film hatte Premiere auf dem Toronto International Film Festival 2015, bei dem er als Bester kanadischer Spielfilm des Jahres ausgezeichnet wurde, und erschien im Juni 2016 in den kanadischen Kinos.

## Handlung
Der achtjährige Oscar Madly erfährt, während seine Eltern ihm einen Hamster schenken, zugleich dass sie sich trennen und seine Mutter ausziehen wird, worauf er beginnt, die Stimme des Hamsters, den er Buffy nennt, zu imaginieren und mit ihr zu reden. Eines Tages folgt er nach der Schule einer Gruppe, die einen Jungen drangsaliert, mit einem Holzpflock in der Hand, weil er glaubt, der Junge brauche Hilfe, zum Friedhof, wo er nur beobachtet, wie sie ihn mit einer Metallstange vergewaltigen. Als davon im Fernsehen berichtet wird, erklärt Oscars Vater Peter, warum sie es getan haben: „Na, er war schwul.“
Mit 18 Jahren steht Oscar kurz vor dem Schulabschluss und der Bewerbung an der Joe-Bladco-Schule für Special-Effects-Makeup in New York City, wofür er seine beste Freundin Gemma als Model benutzt, und arbeitet in einem Eisenwarengeschäft, wo er sich zu dem Kollegen Wilder hingezogen fühlt, nachdem er diesem sein Hemd leiht. Er streitet Buffys Behauptung ab, sich verliebt zu haben, aber versucht, an dem Hemd Wilders Duft riechend zu masturbieren, worauf er plötzlich ein scharfes Stechen am Bauch fühlt. Eines Tages stellt sein Vater ihm seine neue Freundin vor, wobei er den neuen Verlobten seiner Ex als schwul beleidigt und Oscar seinen Vater wiederum als Kind. Als Oscar einmal seinen Hamster bei der Arbeit dabei hat und danach von Wilder nach Hause gefahren wird, verschwindet das Tier im Auto und sie müssen es hinter dem Radio hervorlocken. Oscar zeigt Wilder, der erkennt, dass der Hamster ein Männchen ist, sein Baumhaus und einige Arbeiten, bevor sein Vater nach Hause kommt. Dieser äußert gegenüber Wilder, dass Oscar eine feste Freundin habe, und fragt später Gemma, ob sie zusammen seien. Als beide Jungen im Geschäft entlassen werden, lädt Wilder, der behauptet, er gehe nach Berlin, Oscar zu einer Kostümparty ein. Zuhause ist in der Zwischenzeit die Ablehnung seiner Bewerbung angekommen. Er zieht daraufhin Kleidung seiner Mutter an, die sein Vater weiterhin in Oscars Wandschrank aufbewahrt hat, und stößt seinen Vater mit einem Tritt in diesen Schrank, bevor er wegläuft.
Auf der Party wird er von einer Freundin Wilders geschminkt, die erzählt, dieser gehe nach Montreal zu seinen Eltern, und erhält Drogen. Er tanzt mit einem Mann namens Andrew, flieht allerdings, nachdem er Wilder ein Mädchen küssen sieht, in ein Badezimmer, wo Andrew ihn anal nehmen will, aber Oscar muss sich in Form von Eisenwaren übergeben. Als Wilder ihn nach der Party im Badezimmer findet, bringt er ihn in das Baumhaus, wo sie sich nebeneinander ins Bett legen. Oscar ist beschämt und reagiert sehr unsicher auf die Frage, seit wann er geoutet sei, aber lässt sich von Wilder küssen. Am Morgen wacht Oscar alleine auf und geht zum Haus seiner Mutter, der er vorwirft, ihn im Stich gelassen zu haben. Sie schlägt vor, dass er bei ihr leben kann, worauf er aber noch nach Hause fährt, um seinen Hamster zu holen; allerdings ist sein Zimmer ausgeräumt. Während seine Mutter mit dem Auto ankommt und seine Eltern auf dem Rasen streiten, entdeckt Oscar in dem dort abgeladenen Gerümpel die Leiche des Hamsters sowie den Holzpflock, durch den er sich wieder an das Ereignis von damals erinnert. Er imaginiert daraufhin die Metallstange in seinem Bauch, zieht sie heraus und sperrt damit seinen Vater im Haus ein. Wieder bei seiner Mutter erzählt ihr, dass er von der Schule abgelehnt wurde und sich bei keiner anderen beworben hat. Sie schlägt ihm stattdessen eine Künstlerresidenz auf Fogo Island vor. Dort gibt er Buffy eine Seebestattung, die gesteht, dass sie nicht derselbe Hamster aus seiner Kindheit ist, sondern von seinen Eltern mehrfach ersetzt wurde, und erinnert sich an glückliche Zeiten mit seinem Vater zurück.

## Hintergrund
Filmemacher Stephen Dunn entwickelte den Film Closet Monster, um seinen eigenen Selbsthass und internalisierter Homophobie, die er gefühlt hatte, während er in St. John’s aufwuchs, auszudrücken. Er wollte mit dem Film den inneren Kampf illustrieren, wenn das Herz den Verstand verrät und der Körper sich im Krieg mit sich selbst befindet, wozu er Effekte des Body-Horror verwendet. Dunn „hatte die Idee des Bildes, wie Oscar die Waffe eines Hassverbrechens aus seinen Bauch zieht als einen Weg, sich selbst von der Angst zu befreien. Die ganze Idee des Films konzentrierte sich auf dieses eine Bild, physisch die Angst aus dem Körper zu entfernen als Weg sie zu überwinden.“ Das Hassverbrechen im Film, das dem zugrunde liegt, sei von einer Serie realer Verbrechen in seiner Heimatstadt inspiriert.
Dunn schrieb den Film während eines Sommer in einer Bibliothek der University of Toronto. Dort traf sich einmal die Woche auch eine Gruppe, um Brettspiele zu spielen; zu diesen gehörte auch Connor Jessup, den Dunn auf diese Weise entdeckte und dabei in die Charakterisierung der Hauptfigur einfließen ließ. Das Drehbuch erhielt Jessup etwa ein Jahr später. Gedreht wurde der Film vor Ort in St. John’s. Der Hamster Buffy sollte laut Drehbuch zunächst vom Sprachassistenten Siri gesprochen werden, was aber keine mütterliche Natur und Intimität vermittelte. Dunn kam auf Isabella Rossellini, weil diese in ihrer eigenen Kurzfilmreihe Green Porno selbst einen Hamster gespielt hatte. Executive Producer Niv Fichman hatte bereits für die zwei kanadischen Filme The Saddest Music in the World und Enemy mit ihr zusammengearbeitet.

## Rezeption

### Rezensionen
In Rezensionen des Films wird vor allem auf die bildhafte und stilistische Erzählweise Dunns eingegangen. Aus dem Genre der Teenage-Coming-out-Dramedy enthalte er zwar mehrere Aspekte an Klischees und betrete im Grundriss der Geschichte keinen neuen Boden, aber bringe tatsächlich etwas Originelles zur Form. „Das risikobereite Selbstvertrauen, mit dem [Stephen Dunn] sardonische Elemente des magischen Realismus einwebt, und erst recht seine unvorhersehbaren aber sicheren Herangehensweisen an Stil und Ton machen [den Film] zu einem verheißungsvollen Debüt. […] [Dunn] hat kein Problem, ein komplexes Menü zu händeln, das Elemente des Skurrilen, Horror, psychologischen Realismus, Comedy und Pathos umfasst. Auch ästhetisch trifft der Film gewagte Entscheidungen, die überraschend gut mit sowohl visuellen wie akustischen Designinhalten ineinandergreifen.“ Man könne mehrere Diamanten an Symbolism aus dem Film zutagefördern, besonders in Szenen, die die Grenzen zwischen Realität und Fantasie so weit verschwimmen lassen, dass man dem, was zu sehen ist, nicht trauen könne. „Closet Monster ist am erfolgreichsten, wenn er märchenhafte Eigenschaften dazu benutzt, uns zu ermöglichen, Oscars Emotionen eher instinktiv als erzählerisch zu fühlen.“ Der Film sei ein Fiebertraum und emotionaler Exorzismus sowie für Hauptfigur Oscar eine vorantreibende, aber qualvolle Reise, die mit schmerzhaft echten und tiefgreifend gefühlten Momenten und Beobachtungen gefüllt sei. Er erinnere „von den knalligen Farben bis hin zum üppigen Elektropop-Soundtrack, an die Filme des ebenfalls schwulen Landsmannes von Dunn, Xavier Dolan,“ sei aber kein müder Abklatsch, „dafür sind die hier verhandelten Gefühle viel zu wahrhaftig – und ist das Drumherum […] von Dunn zu einfallsreich und stimmig ausgeschmückt.“

### Einsatz im Schulunterricht
Kinofenster.de empfiehlt den Film für den Einsatz im Schulunterricht als Coming-of-Age-Film unter anderem zu dem Thema Erwachsenwerden im Allgemeinen und bezüglich Homosexualität speziell. „Dass ein Coming-out auch heute noch durch viele soziale und familiäre Zwänge erschwert wird, lässt sich ausgehend von dem im Film dargestellten Provinzumfeld und der wenig verständnisvollen Vaterfigur eingehender beleuchten. Damit verbunden könnte Closet Monster auch zum Anlass genommen werden, um ganz konkret über homophobe Gewalttaten zu diskutieren, die nach wie vor selbst in offenen Gesellschaften weitverbreitet sind. Losgelöst von Oscars sexueller Orientierung bietet sich Stephen Dunns preisgekröntes Debütwerk außerdem als Ausgangspunkt für eine allgemeine Auseinandersetzung mit der Verwirrung und der Unsicherheit an, die Jugendliche während der Pubertät erfahren. Fragen nach dem eigenen Platz in der Welt, dem Verhältnis zu den Eltern und dem weiteren Lebensweg dürften dabei ins Blickfeld rücken.“

### Auszeichnungen
2015
- Atlantic Film Festival: Auszeichnung als Bester atlantischer Regisseur und Bester atlantischer Drehbuchautor an Stephen Dunn
- Toronto International Film Festival: Auszeichnung als Bester kanadischer Spielfilm
- Joey Awards: Nominierung für Jack Fulton als Bester Schauspieler in einem Spielfilme, Alter 7–9

2016
- Athens International Film Festival: Nominierung als Bester Film
- Cleveland International Film Festival: Nominierung in der New Direction Competition für Stephen Dunn
- FilmOut San Diego
  - Auszeichnung als Bester erster Spielfilm an Stephen Dunn
  - Auszeichnung als Bester Nebendarsteller an Aaron Abrams
  - Auszeichnung als Herausragendes aufstrebendes Talent an Connor Jessup
- Inside Out Toronto LGBT Film Festival: Auszeichnung als Bester kanadischer Spielfilm
- Melbourne Queer Film Festival: Auszeichnung als Bester Spielfilm
- Miami Gay and Lesbian Film Festival: Auszeichnung als Bester Spielfilm
- Netia Off Camera International Festival of Independent Cinema: Nominierung als Bester Spielfilm
- Sydney Film Festival: Nominierung als Bester Spielfilm
- Canadian Cinema Editors Awards: Nominierung für Bester Schnitt in einem Spielfilm an Bryan Atkinson

2017
- Americana Film Fest: Nominierung für Stephen Dunn
- GALECA: The Society of LGBTQ Entertainment Critics: Nominierung als Bester LGBT-Film des Jahres
- Young Artist Award: Nominierung als Bester Nebendarsteller in einem Spielfilm für Jack Fulton
- Young Entertainer Award: Bester Nebendarsteller in einem Spielfilm für Jack Fulton